# Symphony of the Seas (schip, 2018)

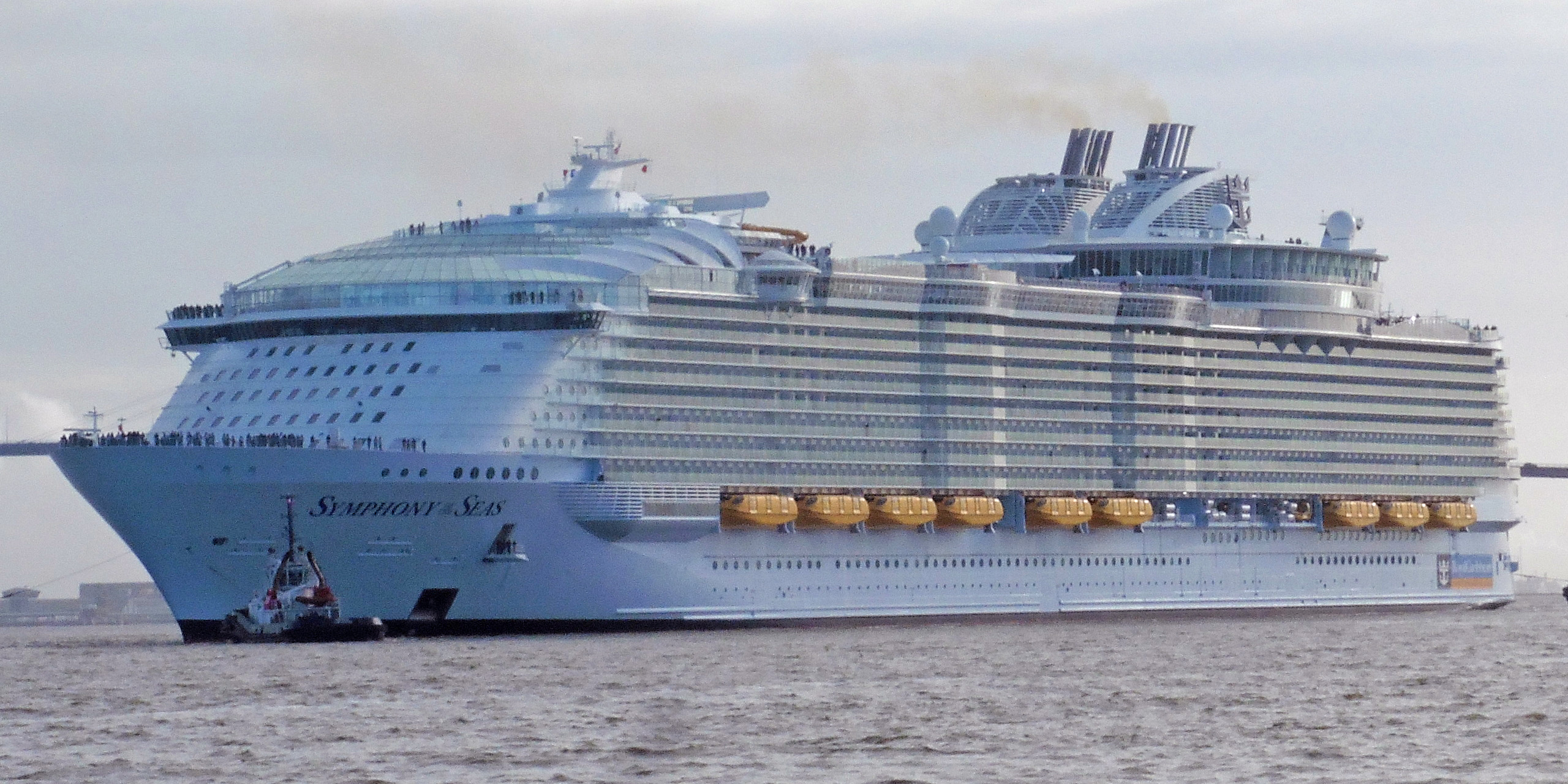
Symphony of the Seas

De MS Symphony of the Seas is een cruiseschip uit de Oasis class van Royal Caribbean International. Van 9 juli 2017 tot 2022 was dit het grootste passagiersschip ter wereld, voorafgegaan door zusterschip Harmony of the Seas met 228.081 gross tonnage. Vanaf 2022 is Wonder of the Seas het grootste passagiersschip.
Symphony of the Seas werd gebouwd op de Chantiers de l'Atlantique scheepswerf in Saint Nazaire, Frankrijk.

## Beschrijving
Symphony of the Seas heeft een lengte over alles van 362 meter, een breedte van 46 meter (op de waterlijn) en een volume van 228.081 gross tonnage verdeeld over 17 dekken. Ze heeft plaats voor 5518-6370 passagiers samen met 2.394 bemanningsleden. Het schip van de Oasisklasse vaart onder de Bahama's als vlaggenstaat en kostte 1,2 miljard euro.
De faciliteiten aan boord bevatten onder meer een waterpark voor kinderen, een basketbalveld, een ijsschaatspiste en twee 13 meter hoge klimmuren. Er is ook een mini Central Park die naast een collectie van vooral subtropische bomen en struiken ook 'green walls' heeft die tot 5 dekken hoog gaan.
Alexa en Carlos PenaVega werden gekozen als 'godfamily' van het schip. Dit is de eerste keer in de cruise-industrie dat een gezin sponsor mocht zijn.
Op 15 november 2018 werd het schip gedoopt in de cruise terminal van Royal Caribbean in Miami.

## Route
De Symphony of the Seas had tijdens de zomer van 2018 verschillende openingsplechtigheden in verschillende havens waaronder Barcelona, Palma de Mallorca, Provence, Florence/Pisa, Rome en Napels. Als laatste arriveerde ze in Miami, haar thuishaven van waaruit ze haar reisplan door de Caraïben begon. Ze zal zowel een oosterse als een westerse route kunnen aandoen. Bij de oosterse Caraïbische cruise stopt de Symphony of the Seas in Philipsburg, San Juan en Labadee, Haïti. Bij de westerse route passeert ze Roatán, Costa Maya in Mexico, Cozumel en Coco Cay.